# Microstylum bicolor
Microstylum bicolor är en tvåvingeart som beskrevs av Macquart 1850. Microstylum bicolor ingår i släktet Microstylum och familjen rovflugor. Inga underarter finns listade i Catalogue of Life.